# Evelyn Schmidt (Regisseurin)

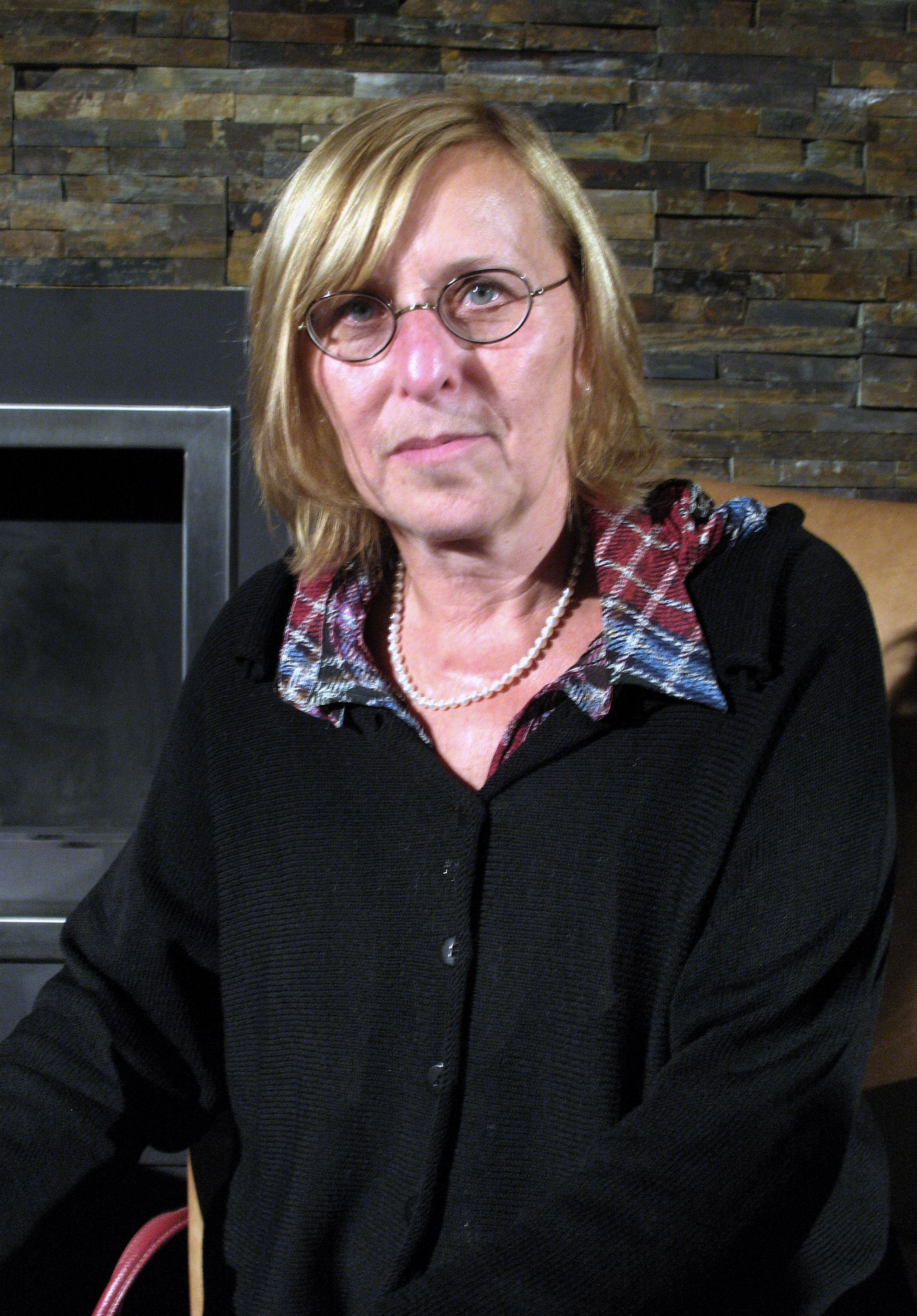
Evelyn Schmidt (2009)

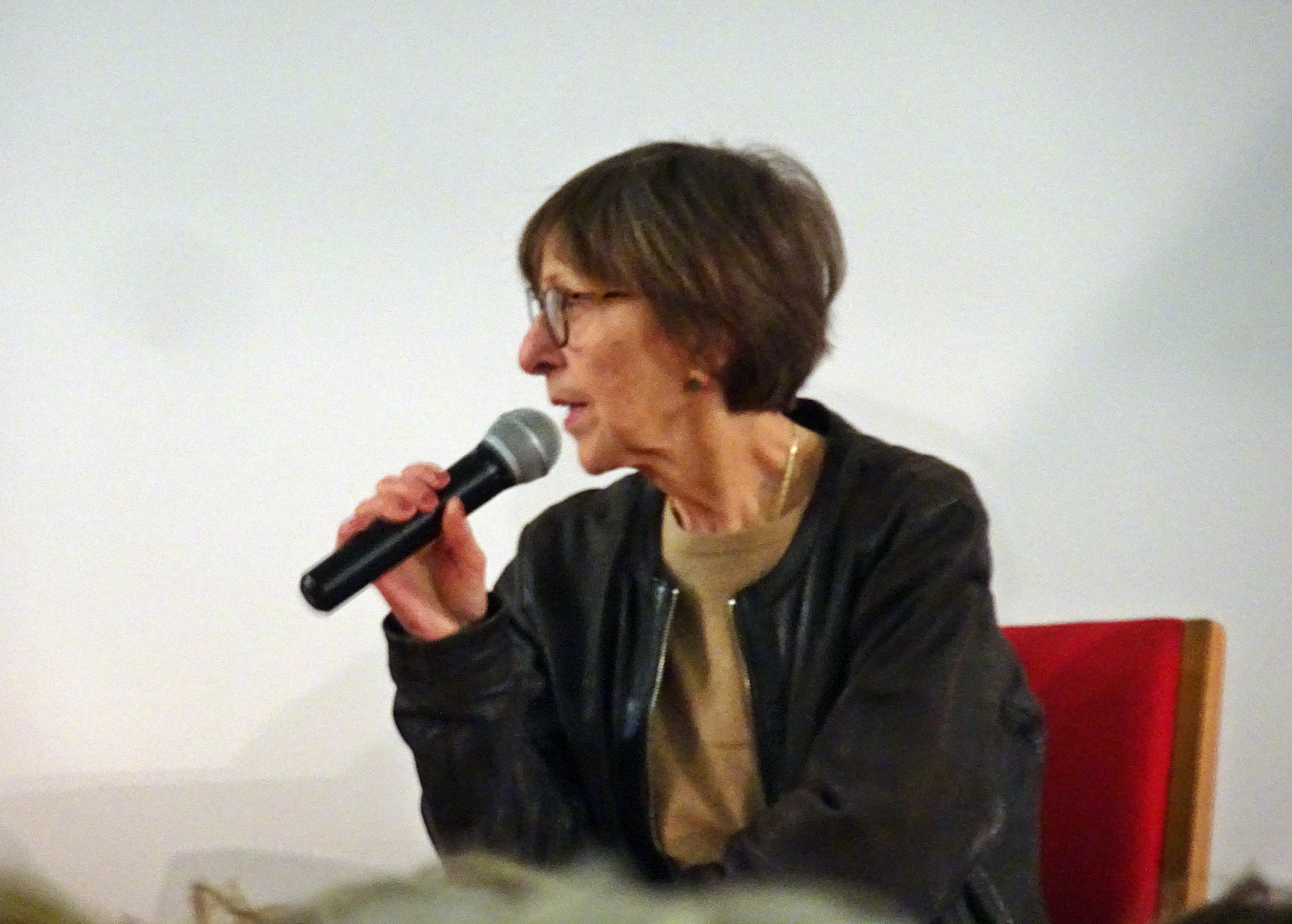
Evelyn Schmidt (2023)

Evelyn Schmidt (* 20. Juni 1949 in Görlitz) ist eine deutsche Filmregisseurin.

## Leben
Schmidt machte 1968 ihr Abitur und danach eine Lehre als Buchhändlerin. Nach einem einjährigen Volontariat beim Deutschen Fernsehfunk studierte sie Regie an der Hochschule für Film und Fernsehen, HFF, in Babelsberg. Nach ihrem Diplom 1974 war sie an der Hochschule bis 1977 Meisterschülerin von Konrad Wolf und realisierte in dieser Zeit u. a. im Auftrag des Fernsehens 1976 den Film Lasset die Kindlein… (nach einem Drehbuch von Wolfgang Kohlhaase), der 1978 mit dem Silbernen Lorbeer des DDR-Fernsehens ausgezeichnet wurde. Anschließend wurde sie als Regieassistentin beim DEFA-Studio für Spielfilme angestellt und assistierte z. B. dem chilenischen Regisseur Orlando Lübbert bei seinem DEFA-Projekt Der Übergang (1977).
1979 wurde sie Nachwuchsregisseurin bei der DEFA und realisierte ihren ersten Langspielfilm Seitensprung, der von der Kritik gelobt und auf der Berlinale 1980 im Internationalen Forum des jungen Films gezeigt wurde. Ihr zweiter Kinofilm Das Fahrrad (im Herbst 1981 fertiggestellt) über eine alleinerziehende, arbeitslose Mutter stieß dann allerdings bei der DDR-Kritik auf Ablehnung, wohl aufgrund seiner mangelnden positiv-affirmativen Sicht auf die Zustände im Land, und durfte auch nicht auf ausländischen Festivals gezeigt werden.
Nachdem auch ihr nächster Film Auf dem Sprung (1984) Verrisse erntete, arbeitete Schmidt wieder als Regieassistentin, so für Roland Gräf (Das Haus am Fluß, 1984) und Jürgen Brauer (Sehnsucht, 1989). Ihr nächstes eigenes Projekt, der Kinderfilm Felix und der Wolf (1988), wurde zu einem Erfolg, und 1990 erhielt sie eine Festanstellung als DEFA-Regisseurin. Ihr letzter Film Der Hut kam 1991 in die Kinos; im selben Jahr wurde sie aufgrund der Auflösung der DEFA entlassen.
Nachdem weitere Filmprojekte nicht zustande gekommen waren, arbeitete Schmidt in der Theaterwerkstatt Pankow, als Regisseurin in Berliner Off-Theatern, als Dozentin an Volkshochschulen und als Gastprofessorin an der HFF Potsdam-Babelsberg. Außerdem war sie bis Ende 2007 Vorsitzende des Berliner Film- und Fernsehverbandes (BFFV) und arbeitet als Dozentin für Camera Acting an Valentin Plătăreanus privater Schauspielschule Charlottenburg.
Schmidt gehörte neben Bärbl Bergmann, Hannelore Unterberg, Ingrid Sander, Iris Gusner, Christa Mühl, Karola Hattop und der 1971 verstorbenen Ingrid Reschke zu den wenigen Spielfilmregisseurinnen der DDR.

## Filmografie
- 1974: Greta Heckenrose (Kurzfilm, HFF)
- 1976: Lasset die Kindlein… (Fernsehfilm)
- 1980: Seitensprung
- 1982: Das Fahrrad (auch Ko-Drehbuch mit Ernst Wenig, Erika Richter)
- 1984: Auf dem Sprung (auch Ko-Drehbuch mit Rainer Koch, Erika Richter)
- 1988: Felix und der Wolf
- 1991: Der Hut
- 1991: Rote Socken im Grauen Kloster (TV)